# 劉秋農
劉 秋農（りゅう しゅうのう、1956年9月18日 - ）は、台湾（中華民国）の嘉義市出身の野球選手（投手）。右投げ右打ち。現役引退後に日本に帰化し、龍秋農と改名した。現役時代は最速145km/hの速球を中心に闘志を全面に押し出した投球をしていた。

## 経歴
父親の劉蒼麟は嘉義農林で投手を務め、全中大会での準優勝メンバーの一人だった。その影響もあって野球を始め、華興中学校から輔仁大学にかけては郭源治と同級生で、後輩の三宅宗源とともに強力な投手陣を形成していた。その後嘉義市で高専の体育教師をしていたが、現地でキャンプをしていた日本楽器から勧誘され、技術や経営を学ぶために1981年に入社した。
来日後は社業でピアノの調律をしながら、毎日のようにグラウンドに最後まで残るほど野球部の練習に熱心に取り組んだ。1984年にはロス五輪の台湾代表に選ばれ、準決勝では同僚の熊野輝光を擁する日本と対戦している。一方で練習過多などにより右ひじにネズミを発症し、1985年と1986年の2度にわたり手術を受けている。その後も投げながら指のしびれを感じていたが、1987年の都市対抗では決勝の対東芝戦で9回2死まで無失点に抑えて菊池総との投げ合いを制し、この試合と準々決勝の好投が評価されて外国人選手としては史上初の橋戸賞を受賞した。同年に台湾で結納を交わしている。
1988年に野球部を退部し、以降は社業に専念。2001年には都市対抗の第5日目にヤマハの試合前の始球式に登板している。